# Cheilea equestris
Cheilea equestris är en snäckart som först beskrevs av Carl von Linné 1758.  Cheilea equestris ingår i släktet Cheilea och familjen toffelsnäckor. Inga underarter finns listade i Catalogue of Life.